# Essi Saastamoinen
Essi Saastamoinen (1992) è una giocatrice di football americano finlandese, che gioca gioca come linebacker per le D.C. Divas..

## Palmarès
- 1 Europeo (2019)
- 2 Naisten Vaahteraliiga (Turku Trojans 2021, 2022)